# Jean Baptiste Boudard
Pour les articles homonymes, voir Boudard.
Jean Baptiste Boudard (né à Paris en 1710, mort à Sala Baganza le 23 octobre 1768) est un sculpteur français du XVIIIe siècle, qui réalisa une grande partie de son œuvre en Italie, dans le duché de Parme et à Rome.

## Biographie

### Les années de formation
Jean-Baptiste nait à Paris en 1710, son père est directeur des poinçons des monnaies à la cour de Louis XIV. Rapidement, il manifeste ses aptitudes artistiques et obtient, en 1732, le Prix de Rome pour la sculpture. Il prend pension auprès l'Académie de France à Rome (palais Mancini) et en  1736 il obtient le brevet de sculpteur et reste à Rome jusqu’en 1740, étudiant les œuvres antiques des musées du Capitole et du Vatican. Il confronte alors son expérience avec ses confrères Pigalle, Lemoyne, Edmé Bouchardon.
Il obtient la protection de l’ambassadeur de France le duc de Saint-Aignan et réalise des œuvres dont la statue de Saint Grégoire pour la balustrade de la basilique de Saint-Jean-de-Latran, la statue du prophète Osée pour l’église Santissimo Nome di Maria. En 1741, il se rend à Naples chez le  marquis de L’Hôpital et en 1746 il rentre en France où il réalise sous la direction de l’architecte Jacques-Germain Soufflot des ornements de l’église Saint-Bruno des Chartreux à Lyon et des statues pour le couvent des Dames de Saint-Pierre, l’actuel musée des Beaux-Arts de Lyon.

## Le séjour à Parme
Il se fait remarquer par le banquier Claude Bonnet, conseiller financier de l’infant Philippe de Bourbon, qui s’est fait une spécialité de découvreur de nouveaux talents. Bonnet signale le sculpteur à Guillaume du Tillot, intendant général de la maison royale de Bourbon-Parme. Le 1er décembre 1748, Boudard est engagé à la cour de Philippe de Bourbon, qui séjourne à cette époque à Chambéry, avant de s’installer à Parme en 1749.
Nommé sculpteur officiel du duc, il occupe un atelier dans la Rochetta, édifice qui se trouve dans l’aile ouest du Palais de la Pelote. L’artiste consacre les premières années de son séjour dans la cité émilienne à organiser son lieu de travail tout en exécutant un petit nombre d’œuvres.
Dans les années 1750, l’architecte français Pierre Contant d'Ivry est invité à planifier la modernisation des jardins ducaux, et c’est Boudard qui est chargé de la réalisation de l’ambitieux programme de sculptures. En 1753, il livre les premières œuvres :  Bacchus 'et Ariane, Zéphyr et Flore); en 1754 il termine Apollon et  Vénus; au cours des années suivantes il produit encore une naïade enlevée par un satyre, la statue de Palès et Triptolème (1756) et le groupe de Vertumne et Pomone (1757); Le projet prévoyait encore un vaste ensemble de statues dont un Silène, la nymphe Églé, Mnasile et Chromis (1766), inspirés des églogues de Virgile. Boudard est également chargé de l'exécution d’une collection de vases en marbre blanc sur des dessins de Petitot.
La collaboration avec Petitot se poursuit avec la rénovation du Palais ducal de Colorno, que Philippe souhaite modeler sur celui de Versailles. Elle est particulièrement remarquable dans la décoration de la Grande Salle (1755-1756); cette salle de bal, dont la conception est due à l’architecte lyonnais, doit en grande partie l’élégance de sa décoration à la formation de Boudard, qui sait tempérer l’exubérance du style rocaille par une syntaxe classique apprise auprès de Soufflot.
Il publie à Parme en 1759, une iconologie en trois volumes de divers artistes, qui comprend plus de 630 gravures accompagnées de légendes en français et en italien et précédée d’une longue introduction.
Il réalise de nombreux portraits de la famille ducale et des monuments funéraires, notamment celui de Léopold d’Assia-Darmstadt, deuxième époux d’Henriette d’Este, de la famille ducale de Modène, et veuve d’Alexandre Farnèse. Ce monument se trouve dans l'église des Capucins de Fidenza (1765). En 1766, sollicité par les dominicains responsables de la basilique de Bologne, il met la dernière main au monument de saint Dominique auquel avait travaillé Nicola Pisano et Michel-Ange. On lui doit la scène de l’inhumation de saint Dominique, qu’il termine en 1768.
Le 1er avril 1768, il est nommé premier sculpteur de la cour, mais souffrant d'hydropisie, il est contraint de se faire soigner à Sala Baganza, où il s’éteint entre le 22 et le 23 octobre. Il est inhumé dans l’église paroissiale de la petite cité parmesane.

## Style
Les premières œuvres de Boudard sont marquées par l’influence du classicisme dont il va peu à peu s’émanciper pour développer un style plus libre et personnel. Ses sujets sont empruntés à la tradition mythographique, comme les groupes de  Zéphyr et Flore , Bacchus et Ariane, Apollon et Vénus qui ornent les jardins du palais ducal de Parme.

## Œuvres

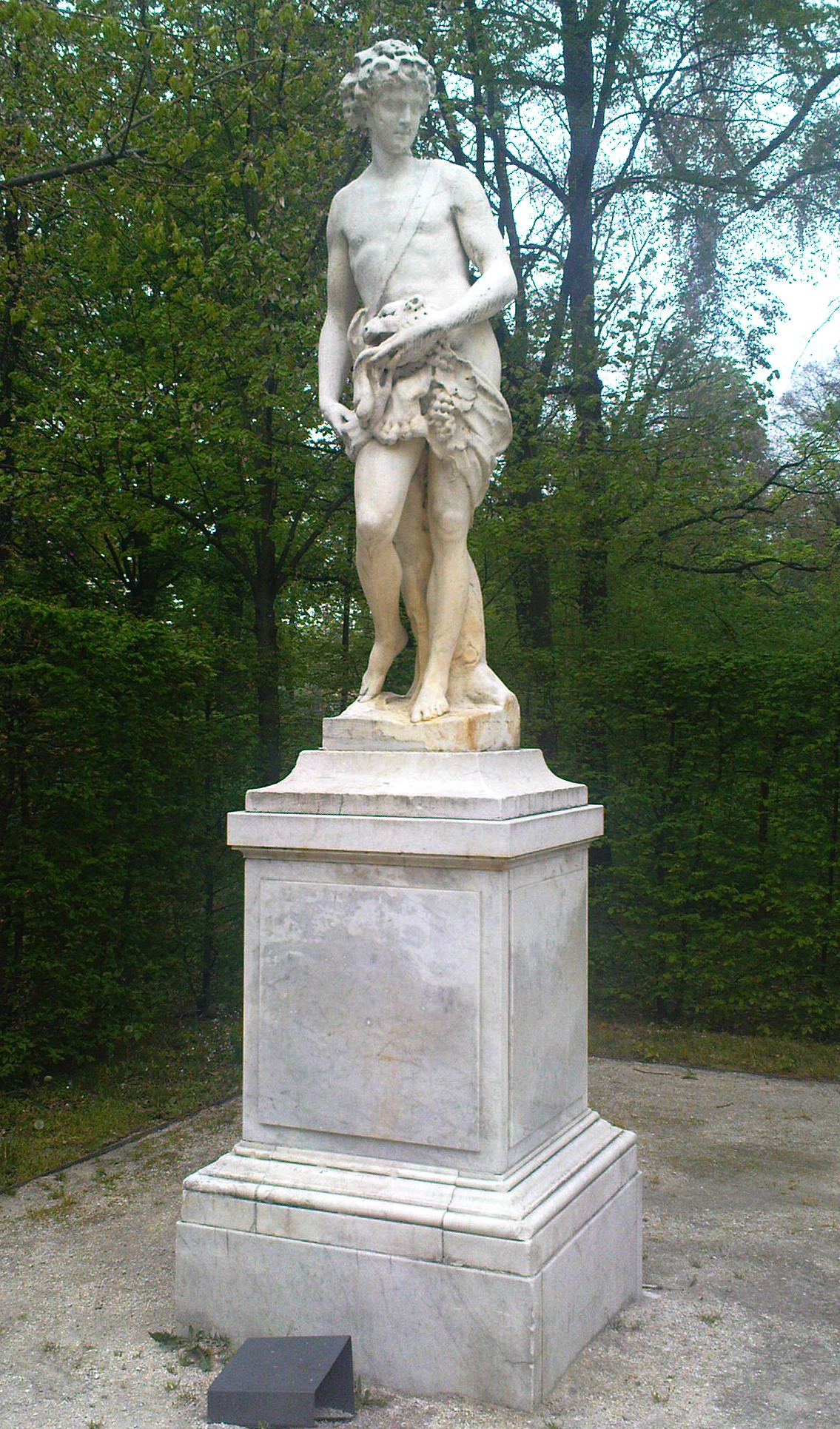
Bacchus, 1753, marbre de Carrare, Parme, Jardin Ducal
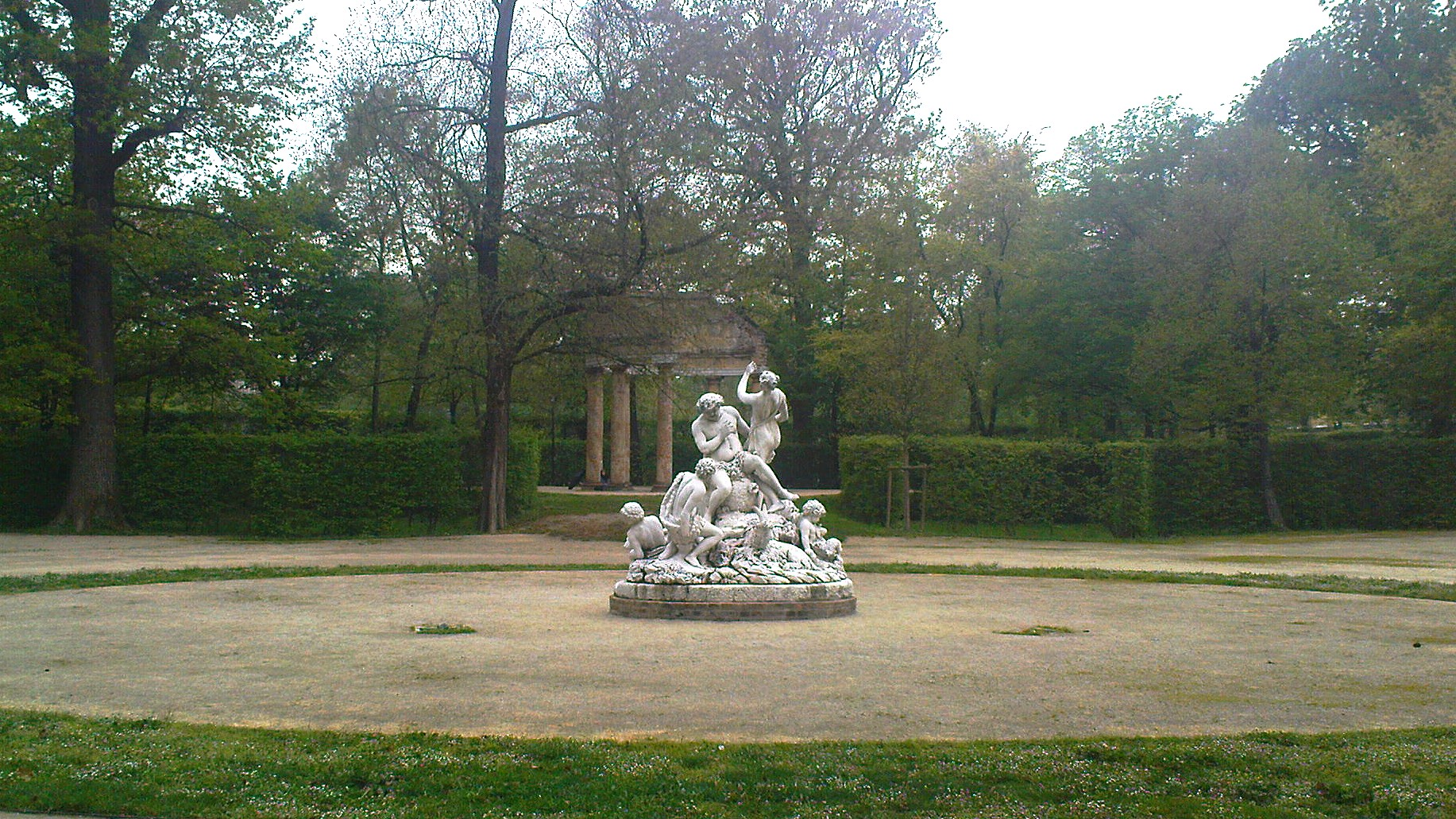
Groupe autour de Silène, 1766, marbre de Carrare, Parme, Jardin Ducal
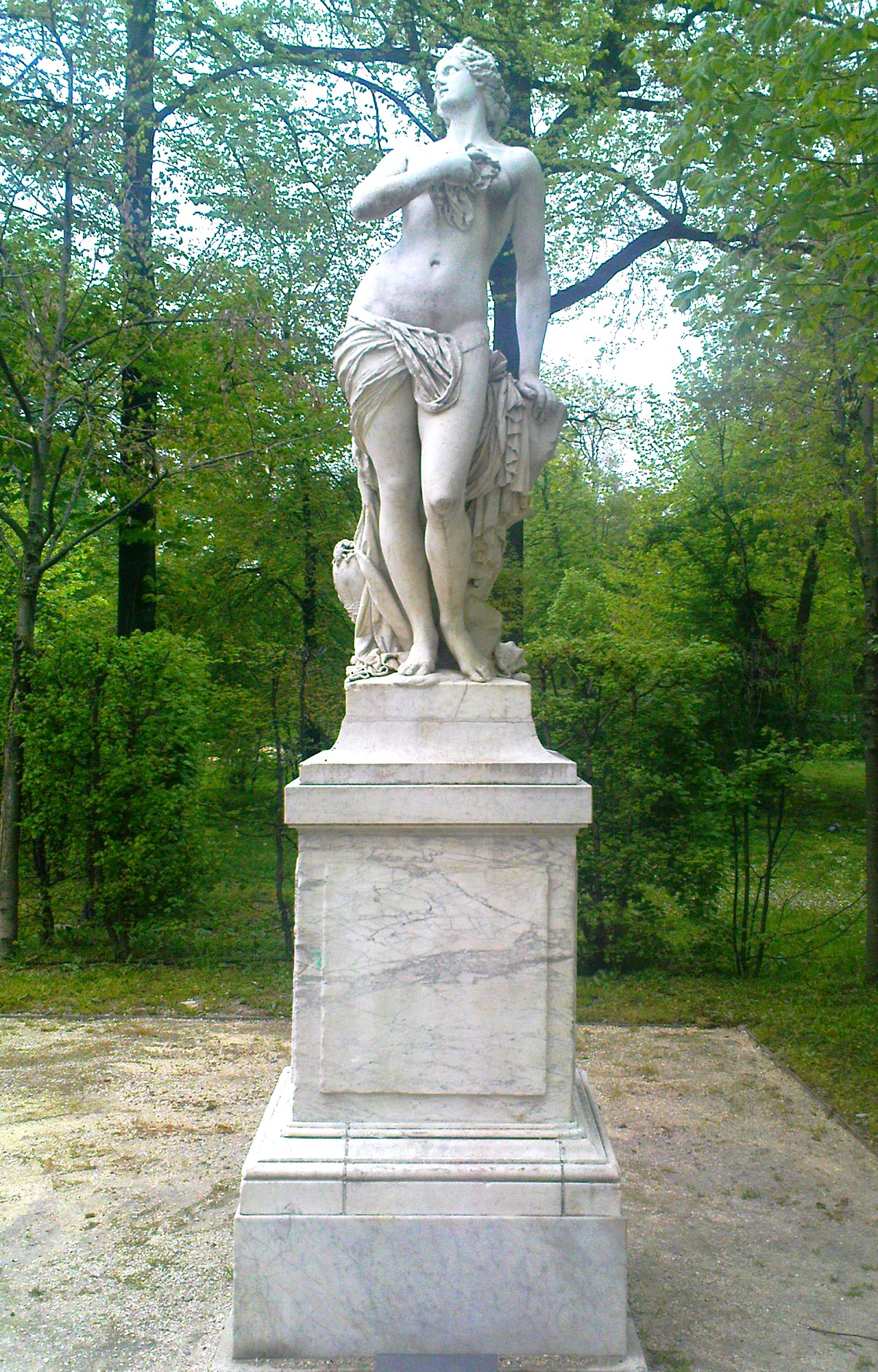
Ariane, 1753, marbre de Carrare, Parme, Jardin Ducal
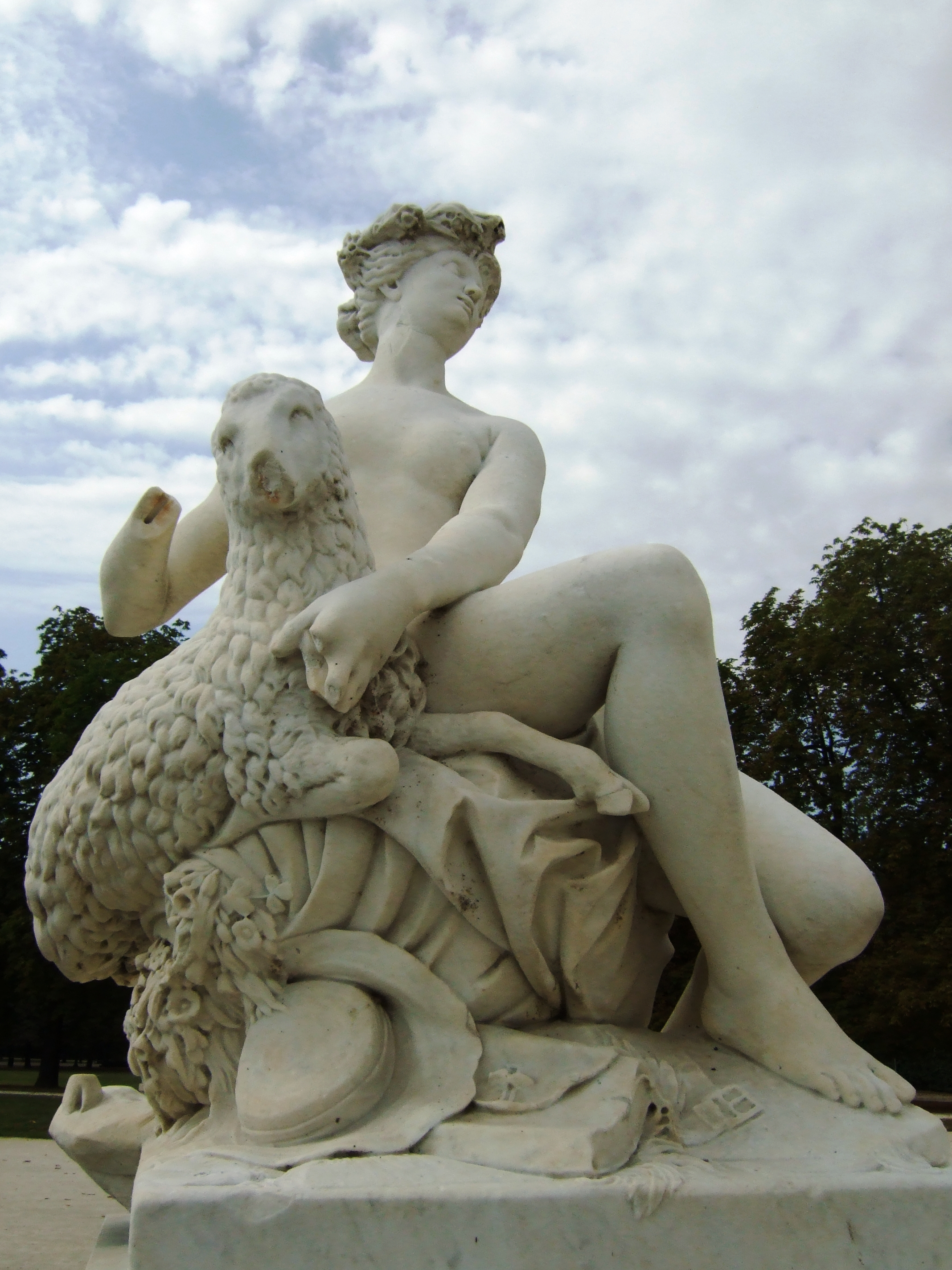
Palès, marbre de Carrare, Parme, Jardin Ducal

## Sources
- L. Dussieux, Les artistes français à l'étranger, Paris, Gide et J. Baudry, 1856